# Elecciones al Parlamento de Navarra de 2003
Las elecciones al Parlamento de Navarra de 2003 tuvieron lugar el 28 de mayo. Con un censo de 464.826 electores, los votantes fueron 328.609 (70,70%) y 136.217 las abstenciones (29,30%).
Unión del Pueblo Navarro no acusó el desgaste del gobierno manteniéndose el resto de partidos como en sus anteriores resultados. El PSN se mantuvo por tercera vez en los resultados de 1995. Destacó la irrupción de Aralar, escisión de Euskal Herritarrok, como cuarta fuerza navarra; así como la ilegalización de los partidos de la denominada izquierda abertzale que no pudieron presentarse a los comicios, aunque pidieron el voto nulo. Dicho voto ascendió a 21.292, lo que hubiera supuesto tres escaños para la izquierda abertzale.
Fue elegido presidente Miguel Sanz Sesma (UPN) como cabeza de la lista más votada, merced un acuerdo con CDN.

## Resultados
| ← Elecciones al Parlamento de Navarra de 2003 → |                                                             |                   |         |       |         |     |
| Presidente y gobierno | Partido                                                     | Candidato         | Votos   | %     | Escaños | +/– |
| - Presidente: Miguel Sanz - Gobierno: UPN, CDN - Censo: 464.807 - Votantes: 328.609 (70,7%) - Abstención: 136.198 (29,3%) - Válidos: 307.317 - A candidatura: 300.013 (97,6%) | Unión del Pueblo Navarro (UPN)                              | Miguel Sanz       | 127.460 | 42,48 | 23      | +1  |
| - Presidente: Miguel Sanz - Gobierno: UPN, CDN - Censo: 464.807 - Votantes: 328.609 (70,7%) - Abstención: 136.198 (29,3%) - Válidos: 307.317 - A candidatura: 300.013 (97,6%) | Partido Socialista de Navarra (PSN-PSOE)                    | Juan José Lizarbe | 65.003  | 21,67 | 11      | =   |
| - Presidente: Miguel Sanz - Gobierno: UPN, CDN - Censo: 464.807 - Votantes: 328.609 (70,7%) - Abstención: 136.198 (29,3%) - Válidos: 307.317 - A candidatura: 300.013 (97,6%) | Izquierda Unida de Navarra-Nafarroako Ezker Batua (IUN-NEB) | Félix Taberna     | 26.962  | 8,99  | 4       | +1  |
| - Presidente: Miguel Sanz - Gobierno: UPN, CDN - Censo: 464.807 - Votantes: 328.609 (70,7%) - Abstención: 136.198 (29,3%) - Válidos: 307.317 - A candidatura: 300.013 (97,6%) | Aralar                                                      | Patxi Zabaleta    | 24.068  | 8,02  | 4       | +4  |
| - Presidente: Miguel Sanz - Gobierno: UPN, CDN - Censo: 464.807 - Votantes: 328.609 (70,7%) - Abstención: 136.198 (29,3%) - Válidos: 307.317 - A candidatura: 300.013 (97,6%) | Convergencia de Demócratas de Navarra (CDN)                 | Juan Cruz Alli    | 23.516  | 7,84  | 4       | +1  |
| - Presidente: Miguel Sanz - Gobierno: UPN, CDN - Censo: 464.807 - Votantes: 328.609 (70,7%) - Abstención: 136.198 (29,3%) - Válidos: 307.317 - A candidatura: 300.013 (97,6%) | Eusko Alkartasuna/Partido Nacionalista Vasco (EA/EAJ-PNV)   | Begoña Errazti    | 22.824  | 7,61  | 4 a     | +1  |
| - Presidente: Miguel Sanz - Gobierno: UPN, CDN - Censo: 464.807 - Votantes: 328.609 (70,7%) - Abstención: 136.198 (29,3%) - Válidos: 307.317 - A candidatura: 300.013 (97,6%) | Batzarre                                                    | Milagros Rubio    | 7.873   | 2,62  | 0       |     |
| - Presidente: Miguel Sanz - Gobierno: UPN, CDN - Censo: 464.807 - Votantes: 328.609 (70,7%) - Abstención: 136.198 (29,3%) - Válidos: 307.317 - A candidatura: 300.013 (97,6%) | Partido Humanista (PH)                                      |                   | 1.290   | 0,43  | 0       |     |
| - Presidente: Miguel Sanz - Gobierno: UPN, CDN - Censo: 464.807 - Votantes: 328.609 (70,7%) - Abstención: 136.198 (29,3%) - Válidos: 307.317 - A candidatura: 300.013 (97,6%) | Partido Carlista (EKA)                                      |                   | 1.017   | 0,34  | 0       |     |
| - Presidente: Miguel Sanz - Gobierno: UPN, CDN - Censo: 464.807 - Votantes: 328.609 (70,7%) - Abstención: 136.198 (29,3%) - Válidos: 307.317 - A candidatura: 300.013 (97,6%) | Euskal Herritarrok (EH)b                                    |                   | N/A     | N/A   | 0       | –8  |
| - Presidente: Miguel Sanz - Gobierno: UPN, CDN - Censo: 464.807 - Votantes: 328.609 (70,7%) - Abstención: 136.198 (29,3%) - Válidos: 307.317 - A candidatura: 300.013 (97,6%) | Nulos                                                       | N/A               | 21.292  | 6,48  | N/A     | N/A |
| - Presidente: Miguel Sanz - Gobierno: UPN, CDN - Censo: 464.807 - Votantes: 328.609 (70,7%) - Abstención: 136.198 (29,3%) - Válidos: 307.317 - A candidatura: 300.013 (97,6%) | En blanco                                                   | N/A               | 7.304   | 2,22  | N/A     | N/A |

a 3 de EA y 1 de PNV.

b Tanto EH como Autodeterminaziorako Bilgunea (AuB) fueron ilegalizadas por el Tribunal Supremo acusadas de estar vinculadas con Batasuna y ETA.

## Votación de investidura
| Candidato         | Fecha                                                   | Voto |    | CDN |    |   |   |   | Total |
| ----------------- | ------------------------------------------------------- | ---- | -- | --- | -- | - | - | - | ----- |
| Miguel Sanz (UPN) | 26 de junio de 2003 Mayoría requerida: Absoluta (26/50) | Sí   | 23 | 4   |    |   |   |   | 27/50 |
| Miguel Sanz (UPN) | 26 de junio de 2003 Mayoría requerida: Absoluta (26/50) | No   |    |     | 11 | 4 | 4 | 4 | 23/50 |
| Miguel Sanz (UPN) | 26 de junio de 2003 Mayoría requerida: Absoluta (26/50) | Abs. |    |     |    |   |   |   | 0/50  |